# Wikipédia en arabe marocain
Wikipédia en arabe marocain (en arabe marocain : ويكيپيديا ب الداريجة [Wīkīpīdyā b dārījā]) est l'édition de Wikipédia en arabe marocain, langue sémitique parlée au Maroc. L'édition est lancée le 20 juillet 2020,,,. Son code est : ary.
Au 21 mars 2025, l'édition en arabe marocain contient 10 541 articles et compte 15 664 contributeurs, dont 41 contributeurs actifs et 5 administrateurs.
C'est la troisième Wikipédia en arabe dialectal créée après la Wikipédia en maltais (7 255 articles) et la Wikipédia en arabe égyptien (1 626 657 articles).

## Présentation

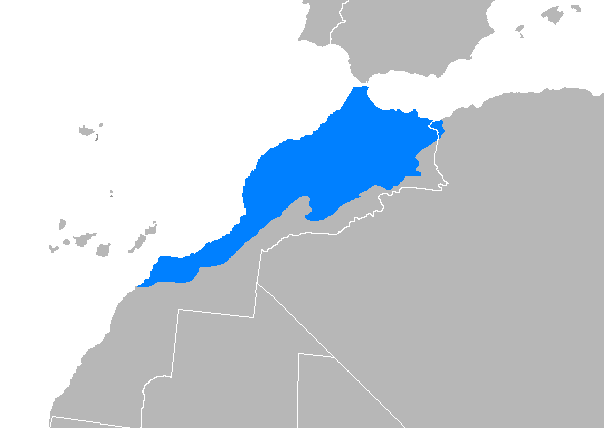
Répartition géographique de l'arabe marocain.

## Statistiques
- Le 20 septembre 2022, l'édition en arabe dialectal marocain contient 5 814 articles et compte 6 639 contributeurs, dont 34 contributeurs actifs et 3 administrateurs.
- Le 5 octobre 2024, elle contient 10 296 articles et compte 14 110 contributeurs, dont 38 contributeurs actifs et 5 administrateurs.